# Larian Studios
Larian Studios é uma desenvolvedora e publicadora de jogos eletrônicos belga fundada em 1996 por Swen Vincke. A empresa foca no desenvolvimento de RPGs eletrônicos e trabalhou anteriormente em jogos educativos e de cassino. Ela é mais conhecida por desenvolver os jogos da série Divinity e Baldur's Gate III.

## História
A Larian Studios foi fundada por Swen Vincke em 1996. Como designer-chefe da empresa, ele contribuiu para todos os projetos iniciais da Larian, incluindo o premiado RPG Divine Divinity (2002) e sua sequência Beyond Divinity (2004).
O primeiro projeto da Larian se chamava The Lady, the Mage and the Knight. Durante esse tempo, o estúdio também trabalhou em The L.E.D. Wars, um jogo de estratégia desenvolvido em seis meses e publicado pela Ionos em 1997. Graças a isso, The Lady, the Mage and the Knight se tornou um projeto colaborativo entre a Larian Studios e a Attic Entertainment Software. Depois de diversos problemas entre os dois estúdios e a publicadora do jogo, o projeto foi abandonado em 1999.
O estúdio comandado por Swen Vincke participou de diversos projetos desde jogos de estratégia em tempo real até jogos educativos, mas alguns desses projetos foram cancelados ainda durante seus ciclos de desenvolvimento, o que levou mais de uma vez o estúdio à beira da falência, chegando à reduzir seu número de empregados de trinta para somente três pessoas em 2003.
Em 2002, a Larian completou o desenvolvimento de Divine Divinity, que foi publicado pela CDV Software para Microsoft Windows. Beyond Divinity, sua sequência, foi publicada em 2004. Em janeiro de 2010, a Larian lançou Divinity II: Ego Draconis, outra sequência de Divine Divinity. O jogo foi publicado para Windows e Xbox 360 na Europa pela DTP Entertainment e nos Estados Unidos pela CDV Software. Em agosto de 2013, a Larian lançou Divinity: Dragon Commander, um jogo de estratégia em tempo real que incorpora elementos da série e cujo enredo se passa antes dos eventos de Divine Divinity.
A Larian Studios lançou Divinity: Original Sin, um RPG baseado em turnos que se passa entre Dragon Commander e Divine Divinity, em junho de 2014. O jogo foi financiado em parte por uma campanha de financiamento coletivo que arrecadou pouco menos de um milhão de dólares; o orçamento do jogo foi inicialmente estimado em 3 milhões de euros mas, até seu lançamento, a Larian havia gastado mais de 4 milhões e meio de euros nele. De acordo com Swen Vincke, a Larian atrasou o pagamento de impostos e utilizou recursos do desenvolvimento de Dragon Commander para conseguir financiar e completar Original Sin, e a empresa teria falido se o jogo não tivesse sido um sucesso de vendas. Em seu lançamento, ele se tornou o jogo a vender mais rápido na história da empresa. Uma versão melhorada foi lançada em 27 de outubro de 2015 para Windows, PlayStation 4 e Xbox One.
Uma sequência, Divinity: Original Sin II, também foi financiada através de financiamento coletivo, arrecadando o suficiente para bater a meta estabelecida em algumas horas e atingindo todas as metas adicionais. O jogo foi lançado em acesso antecipado para PC em 15 de setembro de 2016, com sua versão completa sendo lançada em 14 de setembro de 2017. Além de receber uma atualização gratuita para a "edição melhorada" para jogadores que já possuiam o jogo original, ele também foi publicado para PlayStation 4 e Xbox One pela Bandai Namco Entertainment em 31 de agosto de 2018.
Em 2023, a Larian Studios lançou Baldur's Gate III para Windows, macOS e PlayStation 5. Ele é o terceiro jogo principal da série Baldur's Gate, baseada no sistema de RPG Dungeons & Dragons. O jogo estava em acesso antecipado desde 6 de outubro de 2020.

## Jogos desenvolvidos
| Ano  | Título                                       | Plataforma(s)                                                              |
| ---- | -------------------------------------------- | -------------------------------------------------------------------------- |
| 1997 | The L.E.D. Wars                              | Microsoft Windows                                                          |
| 2002 | Divine Divinity                              | Microsoft Windows                                                          |
| 2004 | Beyond Divinity                              | Microsoft Windows, macOS                                                   |
| 2009 | Divinity II: Ego Draconis                    | Microsoft Windows, Xbox 360                                                |
| 2013 | Divinity: Dragon Commander                   | Microsoft Windows                                                          |
| 2014 | Divinity: Original Sin                       | Microsoft Windows                                                          |
| 2015 | Divinity: Original Sin - Enhanced Edition    | Microsoft Windows, Playstation 4, Xbox One, Linux, macOS                   |
| 2017 | Divinity: Original Sin II                    | Microsoft Windows                                                          |
| 2018 | Divinity: Original Sin II - Enhanced Edition | Microsoft Windows, Playstation 4, Xbox One, Nintendo Switch, macOS, iPadOS |
| 2023 | Baldur's Gate III                            | Microsoft Windows, macOS, PlayStation 5, Xbox Series X/S                   |

### Jogos educativos
- Ketnet Kick (2004)
- Adventure Rock (2008)
- Ketnet Kick (2008)
- GulliLand (2009)
- Superia (2009)
- Monkey Labs (2009)
- Monkey Tales (2011)

### Outros jogos
- The Lady, the Mage and the Knight (cancelado)